# Kasjusz i Florencjusz
Kasjusz i Florencjusz, łac. Cassius et Florentius i siedmiu towarzyszy (zm. w III wieku w Mechtern w dzisiejszym Bonn) – rzymscy żołnierze legendarnej Legii Tebańskiej, męczennicy chrześcijańscy, święci Kościoła katolickiego.
Po decymacji Legionu przez Maksymiana niewielu żołnierzom udało się zbiec z miejsca pogromu. Kasjusz i Florencjusz wraz z towarzyszami ukryli się w Bonn. Zostali jednak pojmani przez prześladowców chrześcijan i straceni. Śmierć ponieśli również inni legioniści, którzy przyjęli chrześcijaństwo, znajdujący się w okolicach grupy Kasjusza i Florencjusza: św. Gereon i 318 towarzyszy oraz św. Wiktor i 330 towarzyszy w Xanten.
Nad grobem  Kasjusza i Florencjusza (zwanego również Florentynem) wybudowano kościół ich wezwania, na miejscu którego znajduje się obecnie katedra z XI wieku również im poświęcona, jak i św. Marcinowi z Tours. Męczennicy są również patronami miasta Bonn. W 2008 roku dołączyła do nich św. Adelajda z Vilich (obecnie dzielnica Kolonii).

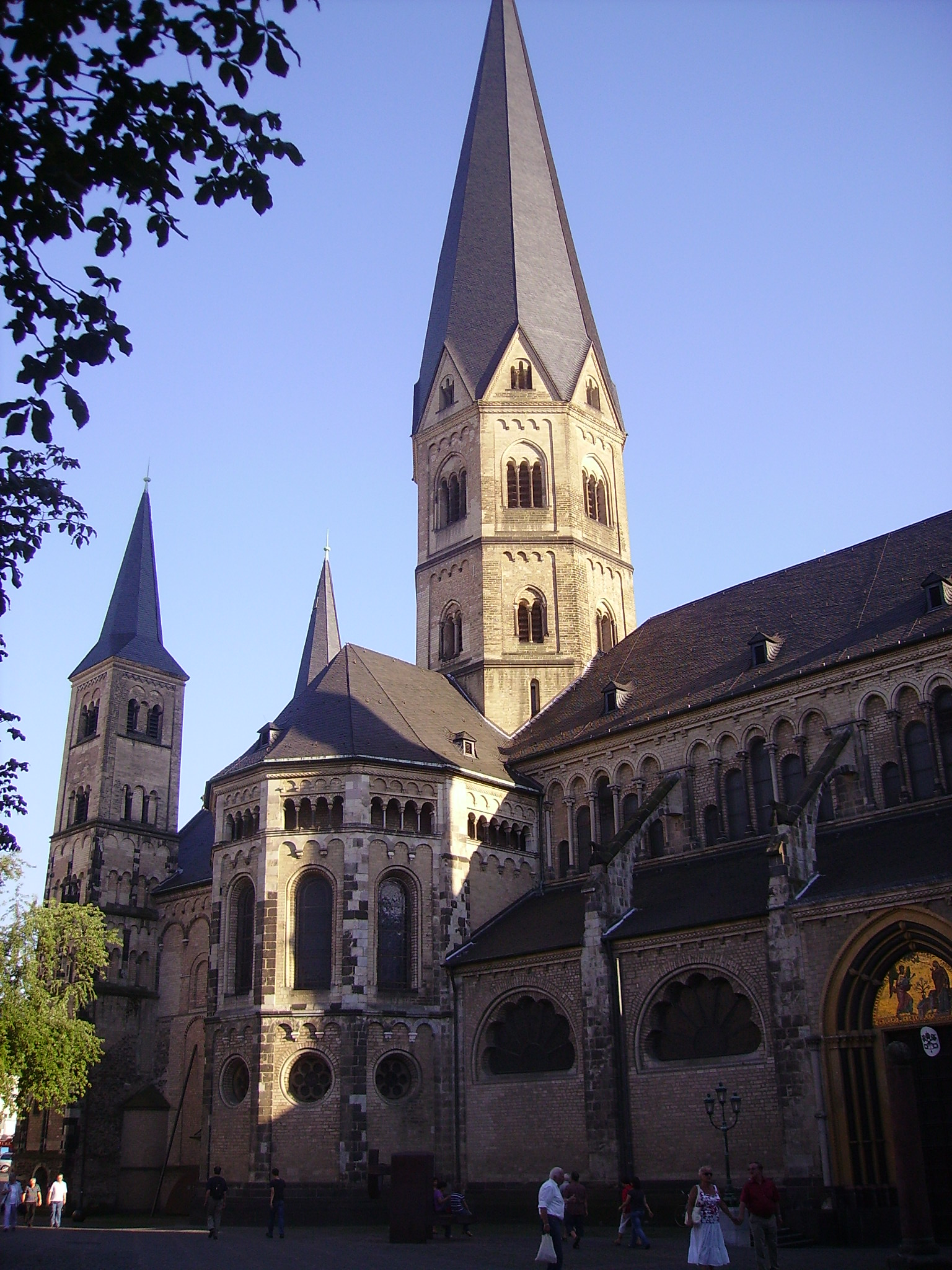
Katedra w Bonn pod wezwaniem świętych.

Wspomnienie liturgiczne męczenników z Legii Tebańskiej obchodzone jest 10 października.
Wspomnienie w archidiecezji kolońskiej i uroczystość liturgiczna w Bonn obchodzone są 2 maja.